# 番茄斑萎病毒
番茄斑萎病毒（学名：Tomato spotted wilt orthotospovirus，TSWV）是布尼亚病毒目番茄斑萎病毒科正番茄斑萎病毒属的一种病毒。因首先在番茄上致病被发现而得名，目前已有超过100个科1000多种植物被该病毒感染。是全世界范围内对植物危害最大的病毒之一。
番茄斑萎病毒通过蓟马作为传播媒介，西花蓟马是所有蓟马中病毒传播效率最高的物种。在番茄苗期病毒会引起生长点和幼嫩叶片颜色变为铜色并使叶片上卷, 随后出现黑色环状病点和黑褐色斑块, 番茄植株矮化, 生长变慢, 并出现萎蔫。番茄坐果期果实表面会出现淡绿色环形斑块, 表面伴有轻微凸起, 并有一些细微轮纹出现；果实成熟期轮纹更加明显, 出现许多红白相间或红黄相间的轮纹斑块，严重时整个果实呈坏死状。